# 李庆容
李庆容（469年—510年7月23日），陇西郡狄道县（今甘肃省定西市临洮县）人，北魏襄武惠侯李辅的长女。

## 生平
李庆容嫁给了陇西辛氏的辛祥，李庆容的妹妹是咸阳王元禧的王妃，元禧谋反后，他的亲戚朋友大多遭受诬蔑诽谤，只有辛祥潇洒自若不参与。北魏永平三年岁在庚寅闰六月辛未朔二日壬申（510年7月23日），李庆容在华州镇之洛曲里去世，虚岁四十二，永平三年冬十二月戊辰朔十七日甲申（511年1月31日），迁葬于并州太原郡都乡唐坂里的北山。李庆容的墓志全称《魏故义阳太守辛君命妇墓志铭》，1975年2月出土于太原市南郊东大堡砖厂。

## 家族

### 曾祖
- 李暠，凉武照王

### 祖父
- 李宝，北魏仪同、宣公

### 父亲
- 李辅，北魏秦州刺史、襄武惠侯

### 兄弟姐妹
- 李伯尚，北魏秘书丞、给事黄门侍郎
- 李仲尚，北魏京兆王府参军
- 李季凯，北魏秘书监、中军将军、博平县侯
- 李延庆，北魏镇东将军、金紫光禄大夫
- 李延度，东魏卫将军、安德郡太守
- 李氏，嫁北魏太保、太尉、咸阳王元禧
- 李氏，嫁北魏东阳王元丕第三子元超[5][6]

### 丈夫
- 辛祥，北魏华州刺史、征虏将军、安定王长史